# Geometría euclidiana
La geometría euclidiana es un sistema matemático atribuido al antiguo matemático griego Euclides, que describió en su libro de texto sobre geometría: Los Elementos. El enfoque de Euclides consiste en asumir un pequeño conjunto de axiomas (postulados) intuitivamente atractivos y deducir muchas otras proposiciones (teoremas) a partir de ellos. Aunque muchos de los resultados de Euclides se habían expuesto anteriormente, Euclides fue el primero en organizar estas proposiciones en un sistema lógico en el que cada resultado se prueba a partir de axiomas y teoremas previamente probados, aunque, durante más de dos mil años, el adjetivo "euclidiano" fue innecesario porque no se había concebido otro tipo de geometría.

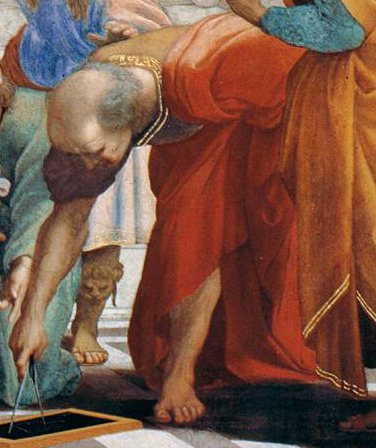
Detalle de La escuela de Atenas de Rafael que muestra a un matemático griego, quizás representando a Euclides o Arquímedes, usando un compás para dibujar una construcción geométrica.

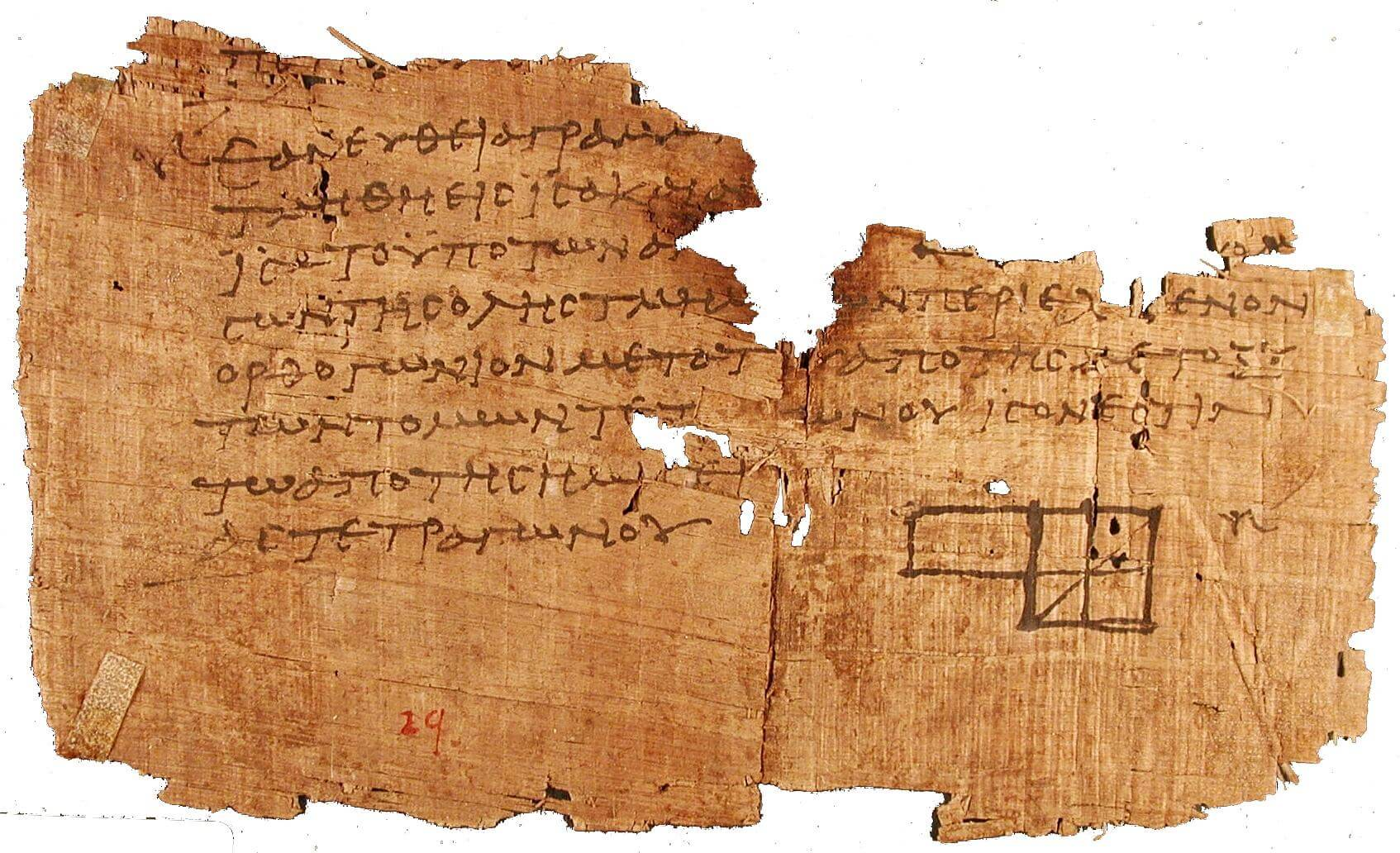
Fragmento de Los elementos de Euclides, escrito en papiro, hallado en el yacimiento de Oxirrinco (Egipto).

La geometría euclidiana, euclídea o parabólica es el estudio de las propiedades geométricas de los espacios euclídeos. Es aquella que estudia las propiedades geométricas del plano afín euclídeo real y del espacio afín euclídeo tridimensional real mediante el método sintético, introduciendo los cinco postulados de Euclides.
En ocasiones los matemáticos usan las expresiones geometría euclídea o geometría euclidiana para englobar geometrías de dimensiones superiores con propiedades similares. Sin embargo, con frecuencia son sinónimos de geometría plana o de geometría clásica.
También es común (abusando del lenguaje) decir que una geometría es euclidiana si no es no euclidiana, es decir, si en dicha geometría se verifica el quinto postulado de Euclides. Esta denominación está cada vez más en desuso, debido a la pérdida de interés que va teniendo el tema de la posibilidad de trazar paralelas a una recta desde un punto exterior a la misma, los axiomas de Euclides parecían tan intuitivamente obvios (con la posible excepción del postulado de las paralelas) que cualquier teorema demostrado a partir de ellos se consideraba verdadero en un sentido absoluto, a menudo metafísico.
Hoy, sin embargo, se conocen muchas otras geometrías no euclidianas auto-consistentes, las primeras se descubrieron a principios del siglo XIX. Una implicación de la teoría de la relatividad general de Albert Einstein es que el espacio físico en sí mismo no es euclidiano, y el espacio euclidiano es una buena aproximación para él solo en distancias cortas (en relación con la fuerza del campo gravitatorio).
Los Elementos comienza con la geometría plana, que aún se enseña en la escuela secundaria (bachillerato) como el primer sistema axiomático y los primeros ejemplos de demostraciones matemáticas y geometría sólida de tres dimensiones. Gran parte de los Elementos establece los resultados de lo que ahora se llama álgebra y teoría de números, explicados en lenguaje geométrico.
La geometría euclidiana es un ejemplo de geometría sintética, ya que procede lógicamente de axiomas que describen propiedades básicas de objetos geométricos, como puntos y líneas, a proposiciones sobre esos objetos. Esto contrasta con la geometría analítica, introducida casi 2000 años después por René Descartes, que usa coordenadas para expresar propiedades geométricas como fórmulas algebraicas.

## Interpretaciones
- Desde un punto de vista historiográfico, la geometría euclidiana es aquella geometría que postuló Euclides, en su libro Los elementos, dejando al margen las aportaciones que se hicieron posteriormente —desde Arquímedes hasta Jakob Steiner—.
- Según la contraposición entre método sintético y método algebraico-analítico, la geometría euclidiana sería, precisamente, el estudio por métodos sintéticos de los invariantes de un espacio vectorial real de dimensión 3 dotado de un producto escalar muy concreto y preciso (el frecuentemente denominado «producto escalar habitual»).
- Según la filosofía del programa de Erlangen (propuesto por el matemático Felix Klein), la geometría euclídea sería el estudio de los invariantes de las isometrías en un espacio euclídeo (espacio vectorial real de dimensión finita, dotado de un producto escalar), al aplicarles transformaciones ortogonales.[3]

## Geometría del plano euclídeo
La geometría plana o geometría del plano euclídeo es una parte de la geometría que trata de aquellos elementos cuyos puntos están contenidos en un plano euclídeo. La geometría plana está considerada parte de la geometría euclídea, pues ésta estudia los elementos geométricos a partir de dos dimensiones.
Desde un punto de vista más general, el plano euclídeo se caracteriza por ser una variedad riemanniana de dimensión dos de curvatura nula y simplemente conexa.

## Los elementos
Los Elementos es principalmente una sistematización de conocimientos previos de geometría. Rápidamente se reconoció su mejora con respecto a los tratamientos anteriores, con el resultado de que hubo poco interés en conservar los anteriores, y ahora están casi todos perdidos. Hay 13 libros en los Elementos:
Los libros I–IV y VI: Estos analizan la geometría plana. Se prueban muchos resultados sobre figuras planas, por ejemplo, "En cualquier triángulo, dos ángulos tomados juntos de cualquier manera son menores que dos ángulos rectos". (Libro I proposición 17) y el teorema de Pitágoras "En los triángulos rectángulos, el cuadrado del lado que subtiende el ángulo recto es igual a los cuadrados de los lados que contienen el ángulo recto". (Libro I, proposición 47).
Los libros V y VII-X: Tratan de la teoría de números, y los números se tratan geométricamente como longitudes de segmentos de línea o áreas de regiones de superficie. Se introducen nociones como números primos y números racionales e irracionales. Se demuestra que hay infinitos números primos.
Los libros XI–XIII: se refieren a la geometría sólida. Un resultado típico es la relación 1:3 entre el volumen de un cono y un cilindro con la misma altura y base. Se construyen los sólidos platónicos.

## Axiomas

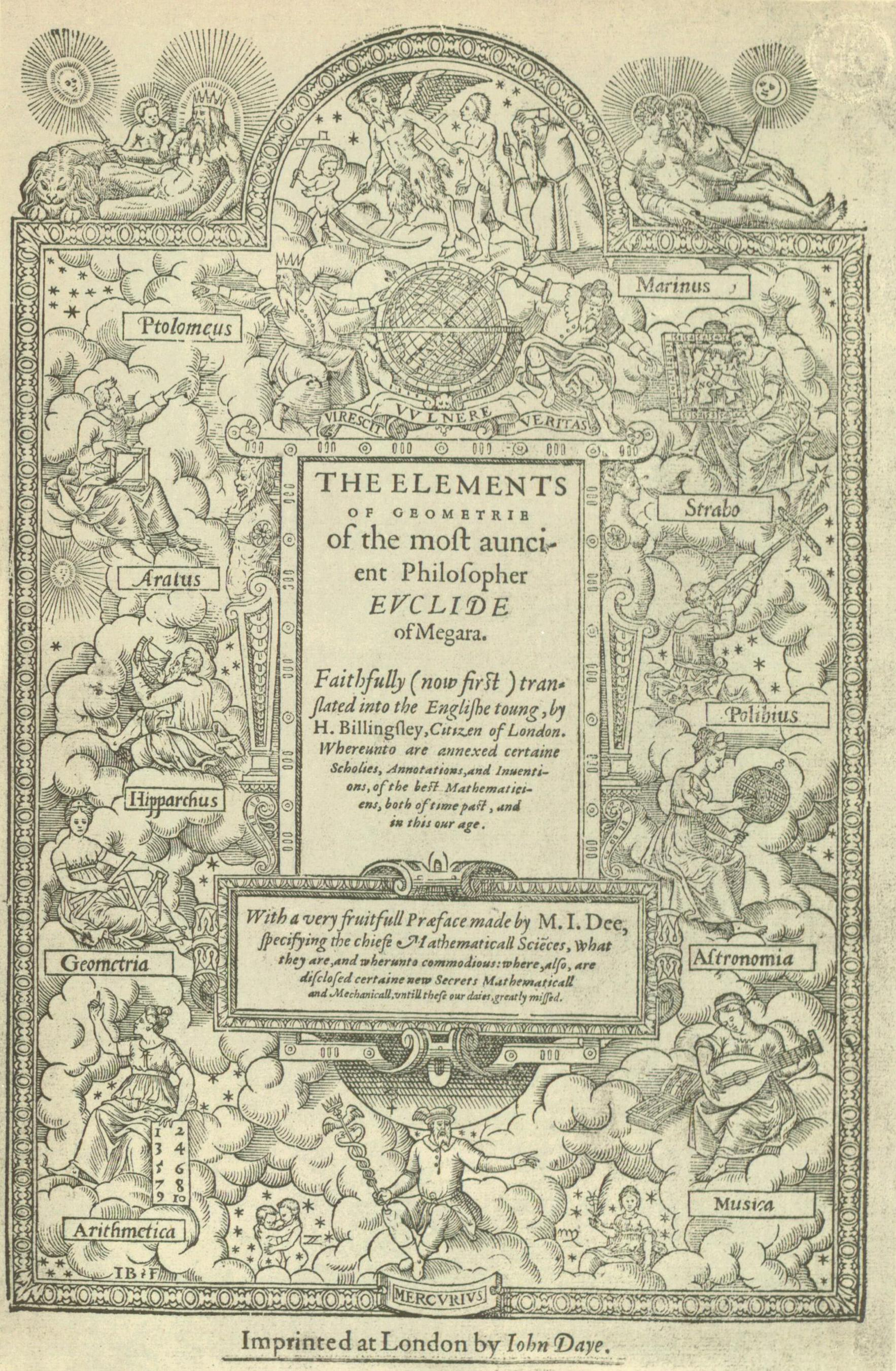
Portada de Los elementos de Euclides, publicada en 1570 por Sir Henry Billingsley.

La presentación tradicional de la geometría euclidiana se hace en un formato axiomático, en el que todos los teoremas («declaraciones verdaderas») derivan de un pequeño número de axiomas. Un sistema axiomático es aquel que, a partir de un cierto número de proposiciones que se presuponen «evidentes» (conocidas como axiomas) y mediante deducciones lógicas, genera nuevas proposiciones cuyo valor de verdad es también lógico.
Euclides plantea cinco nociones comunes: 
1. Dos cosas iguales a una tercera, son iguales entre sí.(la propiedad transitiva de una relación euclidiana).
2. Si a cosas iguales añadimos cosas iguales, las totales son iguales.(La propiedad de la suma de la igualdad).
3. Si a cosas iguales quitamos cosas iguales, los restos son iguales.(Propiedad de igualdad de la resta).
4. Las cosas que se superponen son iguales.(propiedad reflexiva).
5. El todo es mayor que la parte.

Los eruditos modernos están de acuerdo en que los postulados de Euclides no brindan la base lógica completa que Euclides requería para su presentación, eso se debe a que Euclides usó implícitamente algunas nociones adicionales que consideraba intuitivas (pero no se definían rigurosamente). Los tratamientos modernos utilizan conjuntos de axiomas más extensos y completos. Desde el siglo XIX, se hicieron esfuerzos por definir explícitamente todas las asunciones necesarias para desarrollar rigurosamente la geometría sin supuestos implícitos.
Una de las formulaciones más conocidas es la que daría David Hilbert en 1899 en su obra Grundlagen der Geometrie ('Fundamentos de geometría'), en ella incluyó 21 axiomas divididos en cinco grupos: axiomas de incidencia (3 axiomas), axiomas de interrelación u orden (4 axiomas), axiomas de congruencia (6 axiomas), axiomas de continuidad y un axioma de paralelismo. Posteriormente se vio que uno de los axiomas de Hilbert era redundante, por lo que en realidad bastaban 20 axiomas para desarrollar toda la geometría euclídea. A partir de los axiomas de Hilbert sí se puede desarrollar explícitamente toda la geometría euclídea sin supuestos adicionales. La formulación de Hilbert incluye como primitivos las nociones de are punto, línea, incidencia (punto sobre una línea), interrelación (relación entre tres puntos) y congruencia. Además esta axiomatización no asume que el plano euclídeo sea {\displaystyle \mathbb {R} ^{2}} o el espacio euclídeo sea {\displaystyle \mathbb {R} ^{3}}.

## Postulados
Los postulados establecen condiciones de la existencia de ciertos objetos geométricos. Son propiedades simples que se pueden tomar como la base de las demás y se aceptan sin demostración.
Euclides planteó cinco postulados en su sistema:
1. Dados dos puntos se puede trazar una recta que los une.
2. Cualquier segmento puede prolongarse de manera continua en cualquier sentido.
3. Se puede trazar una circunferencia con centro en cualquier punto y de cualquier radio.
4. Todos los ángulos rectos son congruentes.
5. Si una recta corta a otras dos formando, a un mismo lado de la secante, dos ángulos internos agudos, esas dos rectas prolongadas indefinidamente se cortan del lado en el que están dichos ángulos (ver quinto postulado de Euclides).

El postulado de las paralelas (Postulado 5): Si dos rectas intersecan a una tercera de tal manera que la suma de los ángulos internos de un lado es menor que dos ángulos rectos, entonces las dos rectas inevitablemente deben intersecarse en ese lado si se extienden mucho. suficiente.

Este último postulado, que es conocido como el postulado de las paralelas, fue reformulado como:
5. Por un punto exterior a una recta, se puede trazar una única paralela a la recta dada.
Para los antiguos, el postulado de las paralelas parecía menos obvio que los demás. Aspiraban a crear un sistema de proposiciones absolutamente ciertas y, para ellos, parecía como si el postulado de la línea paralela requiriera una demostración a partir de enunciados más simples. Ahora se sabe que tal demostración es imposible, ya que se pueden construir sistemas de geometría consistentes (obedeciendo los otros axiomas) en los que el postulado de las paralelas es verdadero y otros en los que es falso. El mismo Euclides parece haberlo considerado como cualitativamente diferente de los demás, como lo demuestra la organización de los Elementos, sus primeras 28 proposiciones son las que pueden probarse sin él.
Se pueden formular muchos axiomas alternativos que son lógicamente equivalentes al postulado paralelo (en el contexto de los otros axiomas). Y de esto muchos geómetras intentaron deducirlo de los anteriores. Se pueden diferenciar entre varios ejemplos, pero ahora lo haremos con tres, en los que caben dos que intentaron reducirlo al absurdo negándolo, surgiendo dos nuevas geometrías, y un axioma equivalente:
- Geometría elíptica: La elíptica, también llamada geometría de Riemann o riemanniana (dada una recta y un punto exterior a ella, no existe ninguna recta que pase por el punto y sea paralela a la recta dada).
- Geometría hiperbólica: La hiperbólica o de Lobachevsky (dada una recta, existen varias rectas paralelas que pasan por un mismo punto exterior a esta).

Puesto que ambas geometrías son consistentes, se deduce que el quinto postulado es, en efecto, un postulado que no puede deducirse de los otros cuatro. Estas geometrías, en las que el quinto postulado no es válido, se llaman geometrías no euclidianas.
- El axioma de Playfair: Este establece que "en un plano, a través de un punto que no está en una línea recta dada, se puede dibujar a lo sumo una línea que nunca se encuentra con la línea dada". La cláusula "como máximo" es todo lo que se necesita, ya que se puede demostrar a partir de los axiomas restantes que existe al menos una línea paralela.

## Limitaciones
Una limitación del trabajo de Euclides fue no reconocer la posibilidad de sistemas geométricos perfectamente consistentes donde el quinto axioma no era válido, es decir, para Euclides y los geómetras posteriores hasta el siglo XVIII pasó inadvertida la posibilidad de geometrías no euclidianas, hasta el trabajo de Nikolái Lobachevski, Gauss y Riemann.
Si bien durante el siglo XIX se consideró a las geometrías no euclidianas un artefacto matemáticamente interesante e incluso con cierto interés práctico, pero limitado, como es el caso de la trigonometría esférica usada en astronomía, en cierto modo se admitió que la geometría del espacio físico era euclidiana y, por tanto, las geometrías no euclidianas eran tan solo un artificio abstracto útil para ciertos problemas, pero en modo alguno descripciones realistas del mundo. Sin embargo, el trabajo de Albert Einstein hizo ver que entre las necesidades de la física moderna están las geometrías no euclidianas para describir, por ejemplo, el espacio-tiempo curvo.
Alguno de los errores de Euclides fue omitir al menos dos postulados más:
- Dos circunferencias cuyos centros estén separados por una distancia menor a la suma de sus radios, se cortan en dos puntos (Euclides lo utiliza en su primera construcción).
- Dos triángulos con dos lados iguales y los ángulos comprendidos también iguales, son congruentes (afirmación equivalente al concepto de movimiento, que Euclides usa para su teorema cuarto sin definir explícitamente).

## Aplicaciones
Debido al estatus fundamental de la geometría euclidiana en matemáticas, no es práctico dar aquí más que una muestra representativa de aplicaciones.

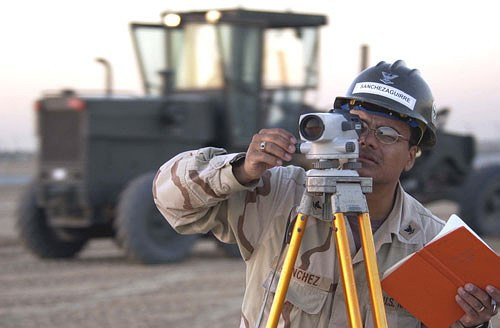
Un topógrafo.
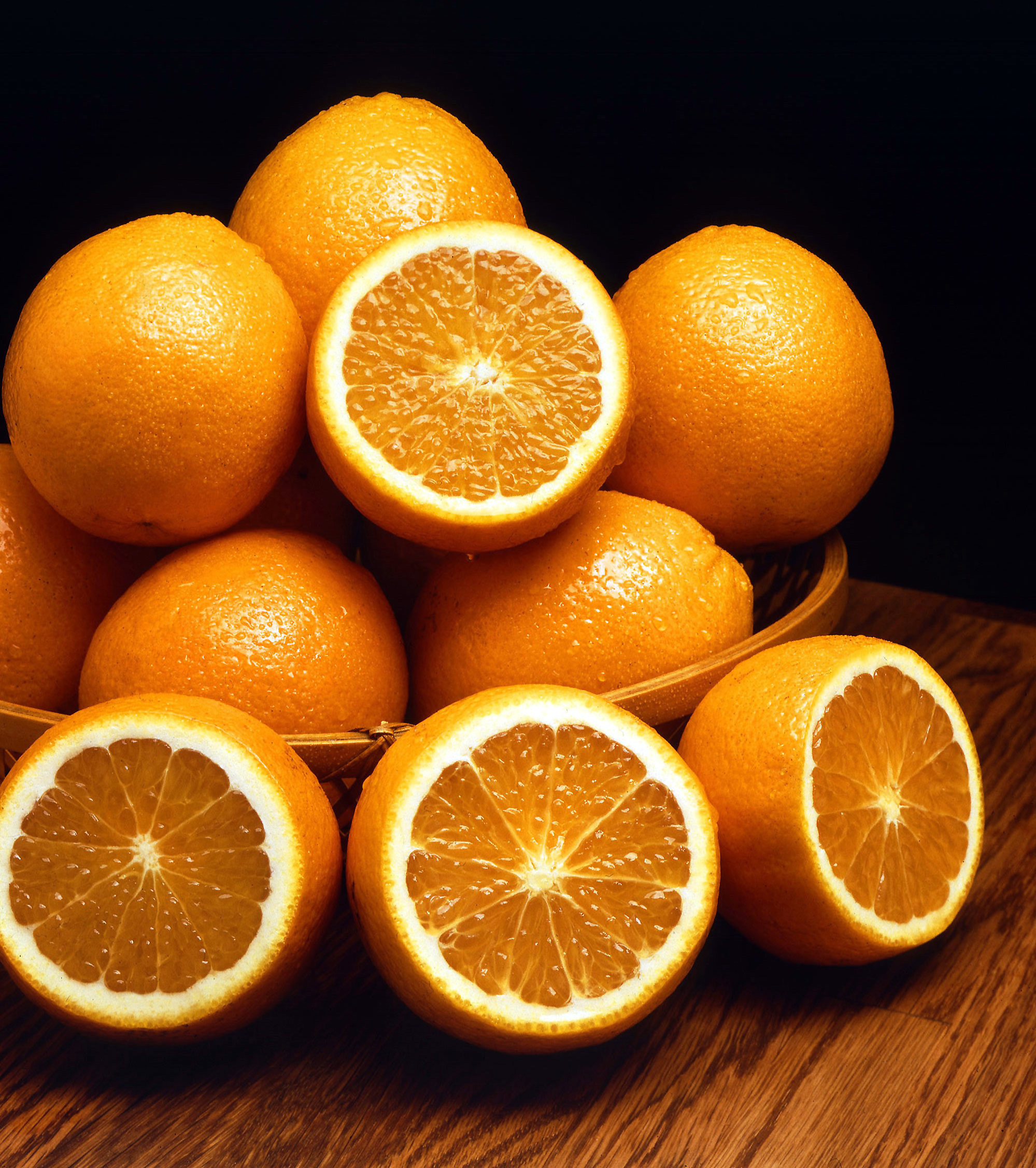
el empaque de esferas se aplica en una pila de naranjas.
Un espejo parabólico trae rayos de luz paralelos a un foco.

Como sugiere la etimología de la palabra, una de las primeras razones de interés y también uno de los usos actuales más comunes de la geometría es la topografía, y ciertos resultados prácticos de la geometría euclidiana, como la propiedad del ángulo recto del triángulo 3-4-5, se utilizaron mucho antes de que se probaran formalmente. Los tipos fundamentales de medidas en la geometría euclidiana son distancias y ángulos, los cuales pueden ser medidos directamente por un topógrafo. Históricamente, las distancias a menudo se medían con cadenas, como la cadena de Gunter, y los ángulos con círculos graduados y, más tarde, con el teodolito.

Una aplicación de la geometría sólida euclidiana es la determinación de arreglos de empaquetamiento, como el problema de encontrar el empaquetamiento de esferas más eficiente en n dimensiones. Este problema tiene aplicaciones en la detección y corrección de errores. La óptica geométrica utiliza la geometría euclidiana para analizar el enfoque de la luz por lentes y espejos. 

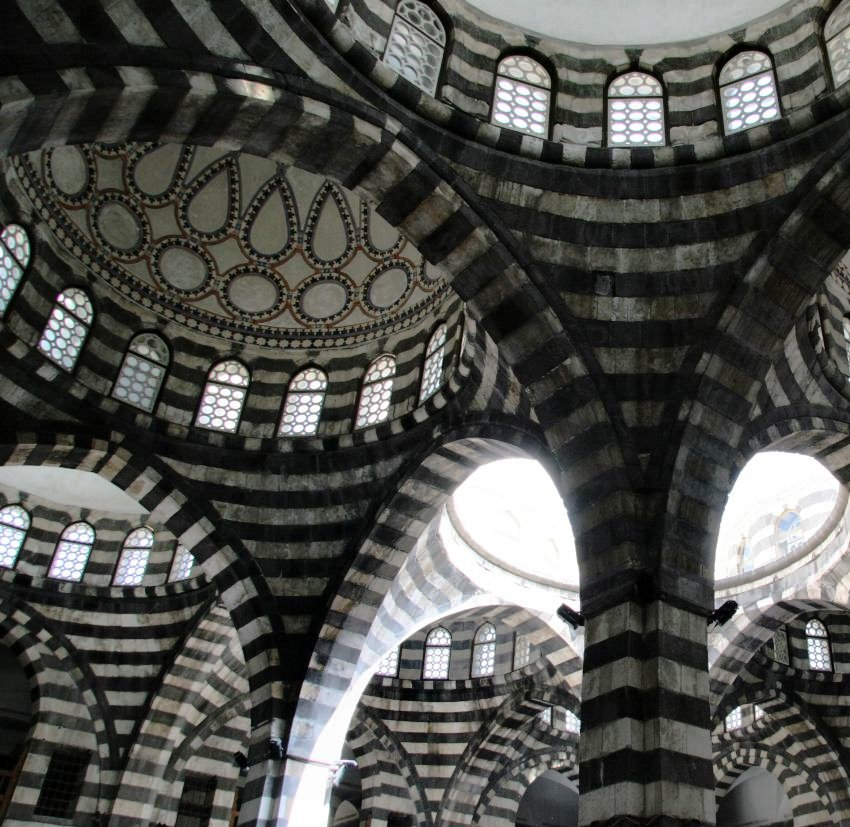
La geometría se utiliza en el arte y la arquitectura.

La geometría se utiliza ampliamente en la arquitectura.
La geometría se puede utilizar para diseñar origami.Algunos problemas de construcción clásicos de la geometría son imposibles usando compás y regla, pero pueden resolverse usando origami.

Gran parte de CAD (diseño asistido por computadora) y CAM (fabricación asistida por computadora) se basa en la geometría euclidiana. La geometría de diseño generalmente consta de formas delimitadas por planos, cilindros, conos, toros y otras formas similares. En la actualidad, CAD/CAM es esencial en el diseño de casi todo, incluidos automóviles, aviones, barcos y teléfonos inteligentes. Hace algunas décadas, los dibujantes sofisticados aprendían geometría euclidiana bastante avanzada, incluidas cosas como el teorema de Pascal y el teorema de Brianchon, pero en los tiempos modernos esto ya no es necesario.

## Notación y terminología

##### Denominación o subjetivos que se le otorga a los puntos y formas
Para definir la notación de los puntos, se le otorga una letra del alfabeto en mayúscula. en el caso de la notación de las formas o figuras, como líneas, triángulos y cuadrados. se denomina respecto a la enumeración de los mismos puntos. Cómo ejemplo, el triángulo normalmente tiene tres (3) puntos A, B y C lo que entre ellos dan lugar a tres vértices.

##### Ángulos complementarios y suplementarios
Los ángulos que tienen como resultado un ángulo recto, en la suma de sus ángulos, se les denomina ángulos complementarios. Estos se crean gracias a una semirrecta que comparte los mismos vértices, la semirrecta apunta en dirección al espacio medio de los dos vértices originales. Haciendo que las semirrectas, entre les dos vértices, sean infinitas.
En el caso de los ángulos cuya suma de como resultado un ángulo llano, se les denomina ángulos suplementarios. Estos se definen gracias a la semirrecta que comparte el mismo vértice, la semirrecta apunta en dirección entre el vértice con una inclinación creando dos ángulos, la suma de los ángulos obtenidos es de 180 grados sexagesimales. La cantidad de semirrectas que caben entre el espacio división del vértice es infinita.

##### Versiones modernas de la notación de Euclides
Actualmente la terminología que se usa para medir el ángulo esta entre grados y radianes.
En los libros escolares dan denominación a las rectas (líneas infinitas), semirrectas (líneas semi-infinitas) y segmento de recta (línea finita de recta). Euclides en vez de definir que la semirrecta que se extiende hasta el infinito en una dirección, definiendo que "si la línea se extiende a una longitud suficiente". Aunque de vez en cuando mencionó las “líneas infinitas”. Una línea en el lenguaje de Euclides se podría definir como recta o una curva, entonces inicio implementar el término "línea recta" cuando era necesario.

## Sistema de medida y aritmética
La geometría euclidiana tiene dos tipos fundamentales de medidas: ángulo y distancia. La escala de ángulos es absoluta, y Euclides usa el ángulo recto como su unidad básica, de modo que, por ejemplo, un ángulo de 45 grados se denominaría la mitad de un ángulo recto. La escala de distancia es relativa; uno elige arbitrariamente un segmento de línea con una cierta longitud distinta de cero como unidad, y otras distancias se expresan en relación con él. La suma de distancias está representada por una construcción en la que un segmento de línea se copia en el extremo de otro segmento de línea para extender su longitud, y de manera similar para la resta.

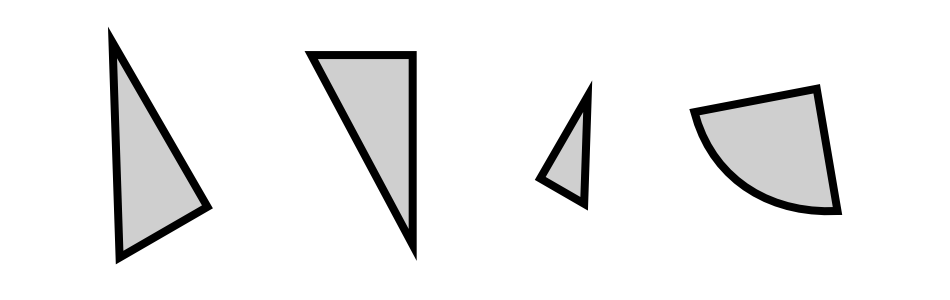
Un ejemplo de congruencia. Las dos figuras de la izquierda son congruentes, mientras que la tercera es similar a ellas y la cuarta no lo es. Las congruencias alteran algunas propiedades, como la ubicación y la orientación, pero dejan otras sin cambios, como la distancia y los ángulos. Este último tipo de propiedades se denominan invariantes y estudiarlas es la esencia de la geometría.

Las medidas de área y volumen se derivan de las distancias. Por ejemplo, un rectángulo con un ancho de 3 y una longitud de 4 tiene un área que representa el producto de 12. Debido a que esta interpretación geométrica de la multiplicación estaba limitada a tres dimensiones, no había forma directa de interpretar el producto de cuatro o más. números, y Euclides evitó tales productos, aunque están implícitos, por ejemplo, en la demostración del libro IX, proposición 20.
Euclides se refiere a un par de líneas, o un par de figuras planas o sólidas, como "iguales" (ἴσος) si sus longitudes, áreas o volúmenes son iguales respectivamente, y de manera similar para los ángulos. El término más fuerte " congruente " se refiere a la idea de que una figura completa tiene el mismo tamaño y forma que otra figura. Alternativamente, dos figuras son congruentes si una se puede mover encima de la otra para que coincida exactamente. (Se permite darle la vuelta). Así, por ejemplo, un rectángulo de 2x6 y un rectángulo de 3x4 son iguales, pero no congruentes, y la letra R es congruente con su imagen especular. Las figuras que serían congruentes excepto por sus diferentes tamaños se denominan similares. Los ángulos correspondientes en un par de figuras similares son congruentes y los lados correspondientes son proporcionales entre sí.

## Trabajo posterior

### Arquímedes y Apolonio

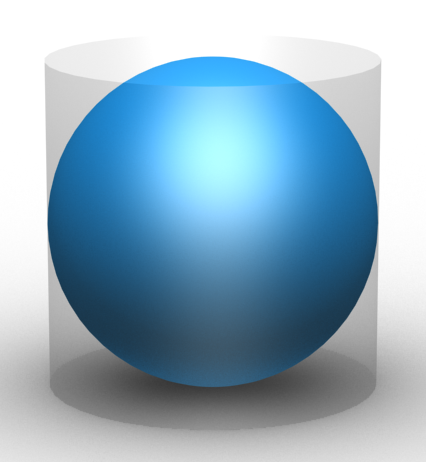
Una esfera tiene 2/3 del volumen y el área superficial del cilindro que la circunscribe. Una esfera y un cilindro fueron colocados sobre la tumba de Arquímedes a petición suya.

Arquímedes (c. 287 a. C.-c. 212 a. C.), una figura colorida sobre la que se registran muchas anécdotas históricas, es recordado junto con Euclides como uno de los más grandes matemáticos antiguos. Aunque Euclides puso los cimientos de su trabajo, se cree que su trabajo, a diferencia del de Euclides, fue completamente original. Demostró ecuaciones para los volúmenes y áreas de varias figuras en dos y tres dimensiones, y enunció la propiedad de Arquímedes de los números finitos.
Apolonio de Perge (c. 262 a. C.-c. 190 a. C.) es conocido principalmente por su investigación de las secciones cónicas.

### SigloXVII: Descartes

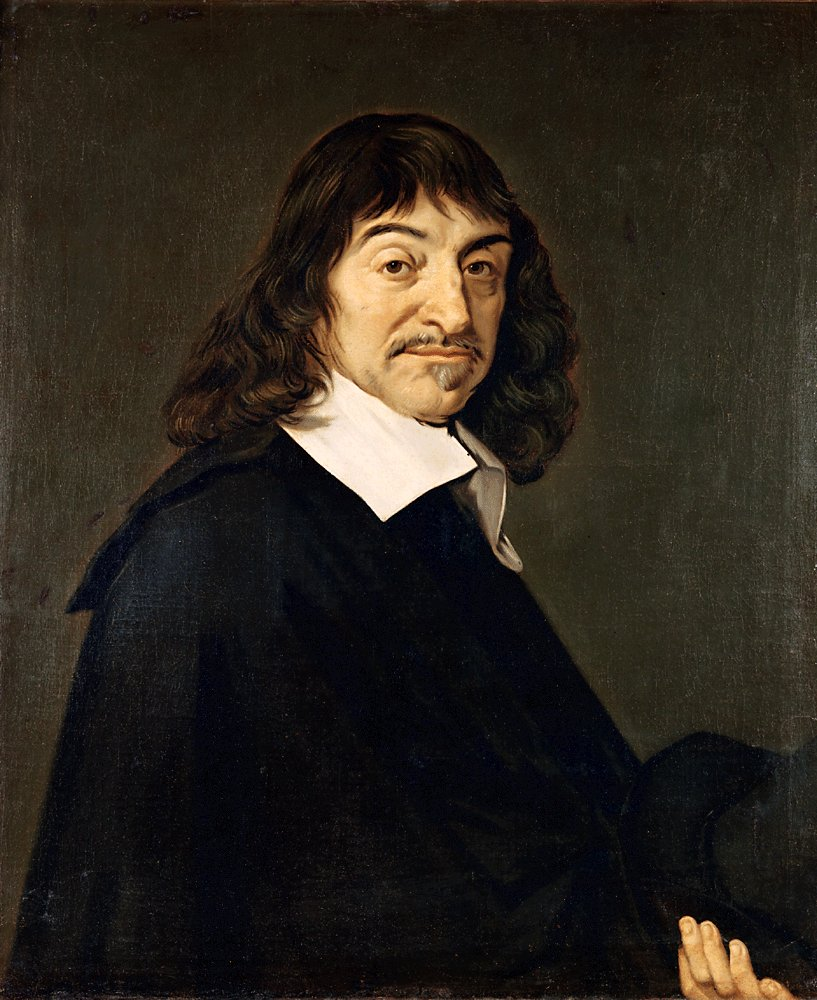
René Descartes. Retrato según Frans Hals, 1648.

René Descartes (1596-1650) desarrolló la geometría analítica, un método alternativo para formalizar la geometría que se centró en convertir la geometría en álgebra.
En este enfoque, un punto en un plano está representado por sus coordenadas cartesianas ( x, y ), una línea está representada por su ecuación, y así sucesivamente.
En el enfoque original de Euclides, el teorema de Pitágoras se deriva de los axiomas de Euclides. En el enfoque cartesiano, los axiomas son los axiomas del álgebra, y la ecuación que expresa el teorema de Pitágoras es entonces una definición de uno de los términos de los axiomas de Euclides, que ahora se consideran teoremas.
La ecuación
{\displaystyle |PQ|=\surd (p_{x}-q_{x})^{2}+(p_{y}-q_{y})^{2}}
Define la distancia entre dos puntos P = ( p x, p y ) y Q = ( q x, q y ) se conoce como la métrica euclidiana, y otras métricas definen geometrías no euclidianas.
En términos de geometría analítica, la restricción de la geometría clásica a las construcciones con compás y regla significa una restricción a las ecuaciones de primer y segundo orden, por ejemplo, y = 2 x + 1 (una línea), o x 2 + y 2 = 7 (un círculo).
También en el siglo XVII, Girard Desargues, motivado por la teoría de la perspectiva, introdujo el concepto de puntos, líneas y planos idealizados en el infinito. El resultado se puede considerar como un tipo de geometría generalizada, geometría proyectiva, pero también se puede utilizar para producir pruebas en geometría euclidiana ordinaria en las que se reduce el número de casos especiales.

### SigloXVIII
Los geómetras del siglo XVIII se esforzaron por definir los límites del sistema euclidiano. Muchos intentaron en vano probar el quinto postulado de los primeros cuatro. Para 1763, se habían publicado al menos 28 pruebas diferentes, pero todas resultaron incorrectas.

Cuadratura del círculo: las áreas de este cuadrado y este círculo son iguales. En 1882, se demostró que esta figura no se puede construir en un número finito de pasos con una regla y un compás idealizados.

Antes de este período, los geómetras también intentaron determinar qué construcciones se podían lograr en la geometría euclidiana. Por ejemplo, el problema de la trisección de un ángulo con regla y compás es uno que se da naturalmente dentro de la teoría, ya que los axiomas se refieren a operaciones constructivas que se pueden realizar con esas herramientas. Sin embargo, siglos de esfuerzos no lograron encontrar una solución a este problema, hasta que Pierre Wantzel publicó una prueba en 1837 de que tal construcción era imposible. Otras construcciones que resultaron imposibles incluyen doblar el cubo y cuadrar el círculo. En el caso de duplicar el cubo, la imposibilidad de la construcción se origina en el hecho de que el método de compás y regla involucra ecuaciones cuyo orden es una potencia integral de dos, mientras que duplicar un cubo requiere la solución de una ecuación de tercer orden.
Euler discutió una generalización de la geometría euclidiana llamada geometría afín, que retiene el quinto postulado sin modificar mientras debilita los postulados tres y cuatro de una manera que elimina las nociones de ángulo (por lo que los triángulos rectángulos pierden sentido) y de igualdad de longitud de los segmentos de línea en general ( por lo que los círculos pierden sentido) mientras se conservan las nociones de paralelismo como una relación de equivalencia entre líneas, y la igualdad de longitud de los segmentos de línea paralelos (por lo que los segmentos de línea siguen teniendo un punto medio).

### SigloXIX
A principios del siglo XIX, Carnot y Möbius desarrollaron sistemáticamente el uso de ángulos con signo y segmentos de línea como una forma de simplificar y unificar los resultados.

Comparación de geometrías elíptica, euclidiana e hiperbólica en dos dimensiones

#### Dimensiones superiores
En la década de 1840, William Rowan Hamilton desarrolló los cuaterniones y John T. Graves y Arthur Cayley los octoniones. Estas son álgebras normadas que amplían los números complejos. Posteriormente se entendió que los cuaterniones son también un sistema geométrico euclidiano con cuatro coordenadas cartesianas racionales. Cayley usó cuaterniones para estudiar las rotaciones en el espacio euclidiano de 4 dimensiones.
A mediados de siglo, Ludwig Schläfli desarrolló el concepto general del espacio euclidiano, extendiendo la geometría euclidiana a dimensiones superiores. Él definió los poliesquemas, más tarde llamados politopos, que son los análogos de dimensiones superiores de los polígonos y los poliedros. Desarrolló su teoría y descubrió todos los politopos regulares, es decir, los n Análogos bidimensionales de polígonos regulares y sólidos platónicos. Encontró que hay seis politopos convexos regulares en la dimensión cuatro y tres en todas las dimensiones superiores.
4 politopos convexos regulares
| Nombre                       | Familia            | Símbolo de Schläfli | Vértices | Aristas | Caras           | Celdas          | Figuras de vértices | Politopo dual | Imagen |
| ---------------------------- | ------------------ | ------------------- | -------- | ------- | --------------- | --------------- | ------------------- | ------------- | ------ |
| pentácoron                   | simplex            | {3,3,3}             | 5        | 10      | 10 triángulos   | 5 tetraedros    | tetraedros          | (auto-dual)   |        |
| octácoron, teseracto         | politopo de medida | {4,3,3}             | 16       | 32      | 24 cuadrados    | 8 cubos         | tetraedros          | 16-cell       |        |
| hexadecacoron o 16-cell      | politopo de cruce  | {3,3,4}             | 8        | 24      | 32 triángulos   | 16 tetraedros   | octaedros           | teseracto     |        |
| icositetracoron o 24-cell    |                    | {3,4,3}             | 24       | 96      | 96 triángulos   | 24 octaedros    | cubos               | (auto-dual)   |        |
| hecatonicosacoron o 120-cell |                    | {5,3,3}             | 600      | 1200    | 720 pentágonos  | 120 dodecaedros | tetraedros          | 120-cell      |        |
| hexacosicoron o 600-cell     |                    | {3,3,5}             | 120      | 720     | 1200 triángulos | 600 tetraedros  | icosaedros          | 600-cell      |        |

Schläfli realizó este trabajo en una relativa oscuridad y se publicó en su totalidad solo póstumamente en 1901. Tuvo poca influencia hasta que fue redescubierto y completamente documentado en 1948 por HSM Coxeter.
En 1878 William Kingdon Clifford introdujo lo que ahora se denomina álgebra geométrica, unificando los cuaterniones de Hamilton con el álgebra de Hermann Grassmann y revelando la naturaleza geométrica de estos sistemas, especialmente en cuatro dimensiones. Las operaciones del álgebra geométrica tienen el efecto de reflejar, rotar, trasladar y mapear los objetos geométricos que se están modelando a nuevas posiciones. El toro de Clifford en la superficie de las 3 esferas es la incrustación plana más simple y simétrica del producto cartesiano de dos círculos (en el mismo sentido que la superficie de un cilindro es "plana").

Toro de Clifford

### Axiomatización rigurosa de la geometría
Si bien la formulación de Euclides explicitaba cinco axiomas, usaba otras nociones intuitivas que no definían. En el siglo XIX se observó que algunas demstraciones sólo podían formalizarse de manera rigurosa si se añadían los supuestos implícitos que usó Euclides. Existieron muchas contribuciones, aunque tal vez una de las más influyentes sería la de Moritz Pasch que influiría notoblemente en David Hilbert que en Grundalgen der Geometrie ('Fundamentos de la geometría') presentó una colección de axiomas rigurosa con más de una docena de axiomas explícitos. (ver axiomas de Hilbert).

#### Geometría no euclidiana
El desarrollo más influyente del siglo en geometría ocurrió cuando, alrededor de 1830, János Bolyai y Nikolai Ivanovich Lobachevsky publicaron por separado un trabajo sobre geometría no euclidiana, en el que el postulado paralelo no es válido. Dado que la geometría no euclidiana es demostrablemente relativamente consistente con la geometría euclidiana, el postulado de las paralelas no puede demostrarse a partir de los otros postulados.
En el siglo XIX, también se dio cuenta de que los diez axiomas y las nociones comunes de Euclides no son suficientes para probar todos los teoremas establecidos en los Elementos. Por ejemplo, Euclides asumió implícitamente que cualquier línea contiene al menos dos puntos, pero esta suposición no puede probarse a partir de los otros axiomas y, por lo tanto, debe ser un axioma en sí mismo. La primera prueba geométrica en los Elementos, que se muestra en la figura de arriba, es que cualquier segmento de línea es parte de un triángulo; Euclides construye esto de la forma habitual, dibujando círculos alrededor de ambos extremos y tomando su intersección como el tercer vértice.. Sus axiomas, sin embargo, no garantizan que los círculos realmente se intersequen, porque no afirman la propiedad geométrica de continuidad, que en términos cartesianos es equivalente a la propiedad de completitud de los números reales. A partir de Moritz Pasch en 1882, se han propuesto muchos sistemas axiomáticos mejorados para la geometría, siendo los más conocidos los de Hilbert, George Birkhoff, y Tarski.

### SigloXXy relatividad

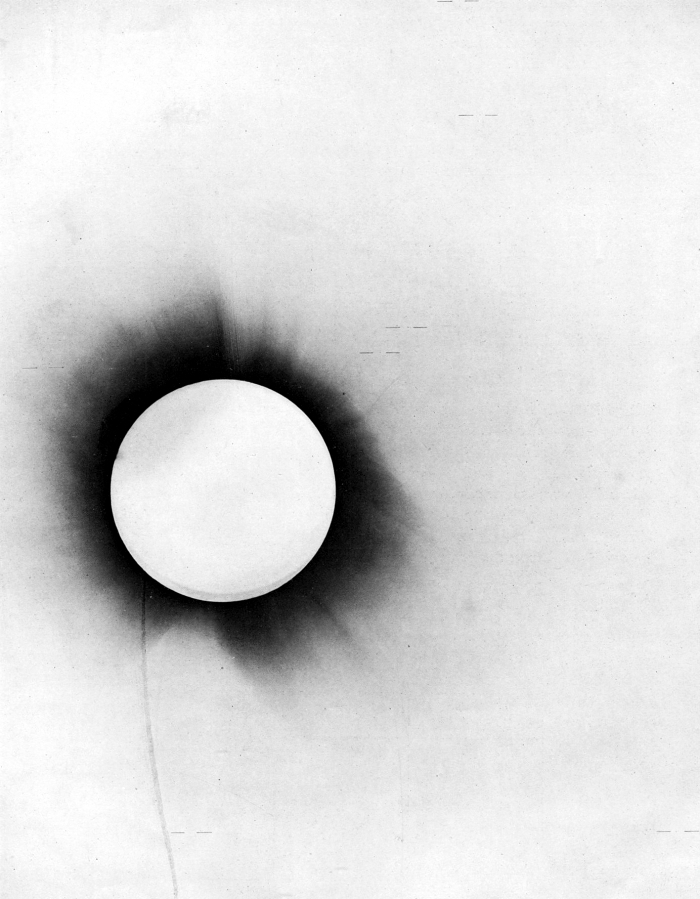
Una refutación de la geometría euclidiana como descripción del espacio físico. En una prueba de 1919 de la teoría general de la relatividad, las estrellas (marcadas con líneas horizontales cortas) fueron fotografiadas durante un eclipse solar. Los rayos de luz de las estrellas fueron desviados por la gravedad del Sol en su camino hacia la Tierra. Esto se interpreta como evidencia a favor de la predicción de Einstein de que la gravedad provocaría desviaciones de la geometría euclidiana.

La teoría de la relatividad especial de Einstein implica un espacio-tiempo de cuatro dimensiones, el espacio de Minkowski, que no es euclidiano. Esto demuestra que las geometrías no euclidianas, que se introdujeron unos años antes para demostrar que el postulado de las paralelas no se puede probar, también son útiles para describir el mundo físico.
Sin embargo, la "parte del espacio" tridimensional del espacio de Minkowski sigue siendo el espacio de la geometría euclidiana. Este no es el caso de la relatividad general, para la cual la geometría de la parte espacial del espacio-tiempo no es la geometría euclidiana. Por ejemplo, si un triángulo se construye con tres rayos de luz, entonces, en general, los ángulos interiores no suman 180 grados debido a la gravedad. Un campo gravitacional relativamente débil, como el de la Tierra o el del Sol, se representa mediante una métrica que es aproximadamente, pero no exactamente, euclidiana. Hasta el siglo XX no había tecnología capaz de detectar estas desviaciones en los rayos de luz de la geometría euclidiana, pero Einstein predijo que tales desviaciones existirían. Más tarde fueron verificados por observaciones tales como la ligera desviación de la luz de las estrellas por parte del Sol durante un eclipse solar en 1919, y tales consideraciones son ahora una parte integral del software que ejecuta el sistema GPS.

## Tratamiento del infinito

### Objetos infinitos
Euclides a veces distinguía explícitamente entre "líneas finitas" (p. ej., Postulado 2) y "líneas infinitas" (libro I, proposición 12). Sin embargo, normalmente no hacía tales distinciones a menos que fueran necesarias. Los postulados no se refieren explícitamente a líneas infinitas, aunque, por ejemplo, algunos comentaristas interpretan el postulado 3, existencia de un círculo con cualquier radio, como implicando que el espacio es infinito.
La noción de cantidades infinitesimales había sido previamente discutida extensamente por la Escuela Eleática, pero nadie había podido ponerlas sobre una base lógica firme, ocurriendo paradojas como la paradoja de Zenón que no habían sido resueltas a satisfacción universal. Euclides usó el método de agotamiento en lugar de los infinitesimales.
Los comentaristas antiguos posteriores, como Proclo (410–485 d. C.), trataron muchas preguntas sobre el infinito como cuestiones que exigían prueba y, por ejemplo, Proclo afirmó probar la divisibilidad infinita de una línea, basándose en una prueba por contradicción en la que consideró los casos. de números pares e impares de puntos que lo constituyen.
A principios del siglo XX, Otto Stolz, Paul du Bois-Reymond, Giuseppe Veronese y otros produjeron un trabajo controvertido sobre modelos no arquimedianos de la geometría euclidiana, en los que la distancia entre dos puntos puede ser infinita o infinitesimal, en el Newton – Sentido de Leibniz. Cincuenta años después, Abraham Robinson proporcionó una base lógica rigurosa para el trabajo de Veronese.

### Procesos infinitos
Una de las razones por las que los antiguos consideraban que el postulado de las paralelas era menos seguro que los demás es que verificarlo físicamente requeriría que se inspeccionaran dos líneas para verificar que nunca se cruzaran, incluso en algún punto muy distante, y esta inspección podría tomar una cantidad infinita de tiempo.
La formulación moderna de prueba por inducción no se desarrolló hasta el siglo XVII, pero algunos comentaristas posteriores la consideran implícita en algunas de las pruebas de Euclides, por ejemplo, la prueba de la infinitud de los números primos.
Las supuestas paradojas que involucran series infinitas, como la paradoja de Zenón, son anteriores a Euclides. Euclides evitó tales discusiones, dando, por ejemplo, la expresión de las sumas parciales de la serie geométrica en IX sin comentar sobre la posibilidad de dejar que el número de términos se hiciera infinito.

## Euclidiano y euclídeo

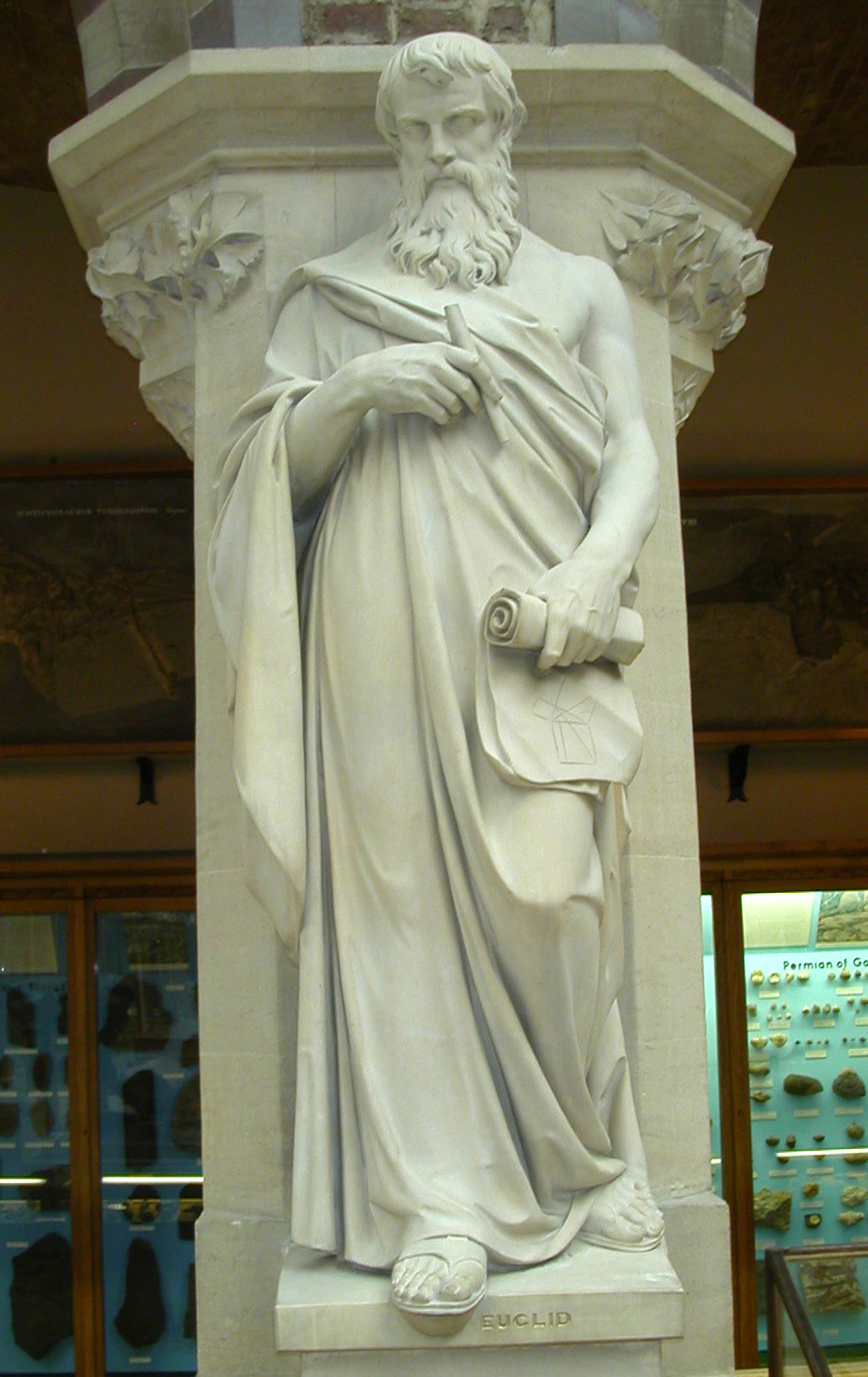
Estatua de Euclides hecha por Joseph Durham, en el Museo Natural de Historia de la Universidad de Oxford.

Aunque desde el punto de vista lingüístico ambas formas tienen el mismo significado, hacer referencia a algo perteneciente o relativo al matemático griego Euclides, la Real Academia Española solo adopta como correcta la palabra «euclidiano», mientras que no recoge «euclídeo».